# Inatel
Die INATEL ist eine staatliche Einrichtung in Portugal, deren Aufgabe das Ermöglichen anspruchsvollen Erholungsurlaubes für alle ist.

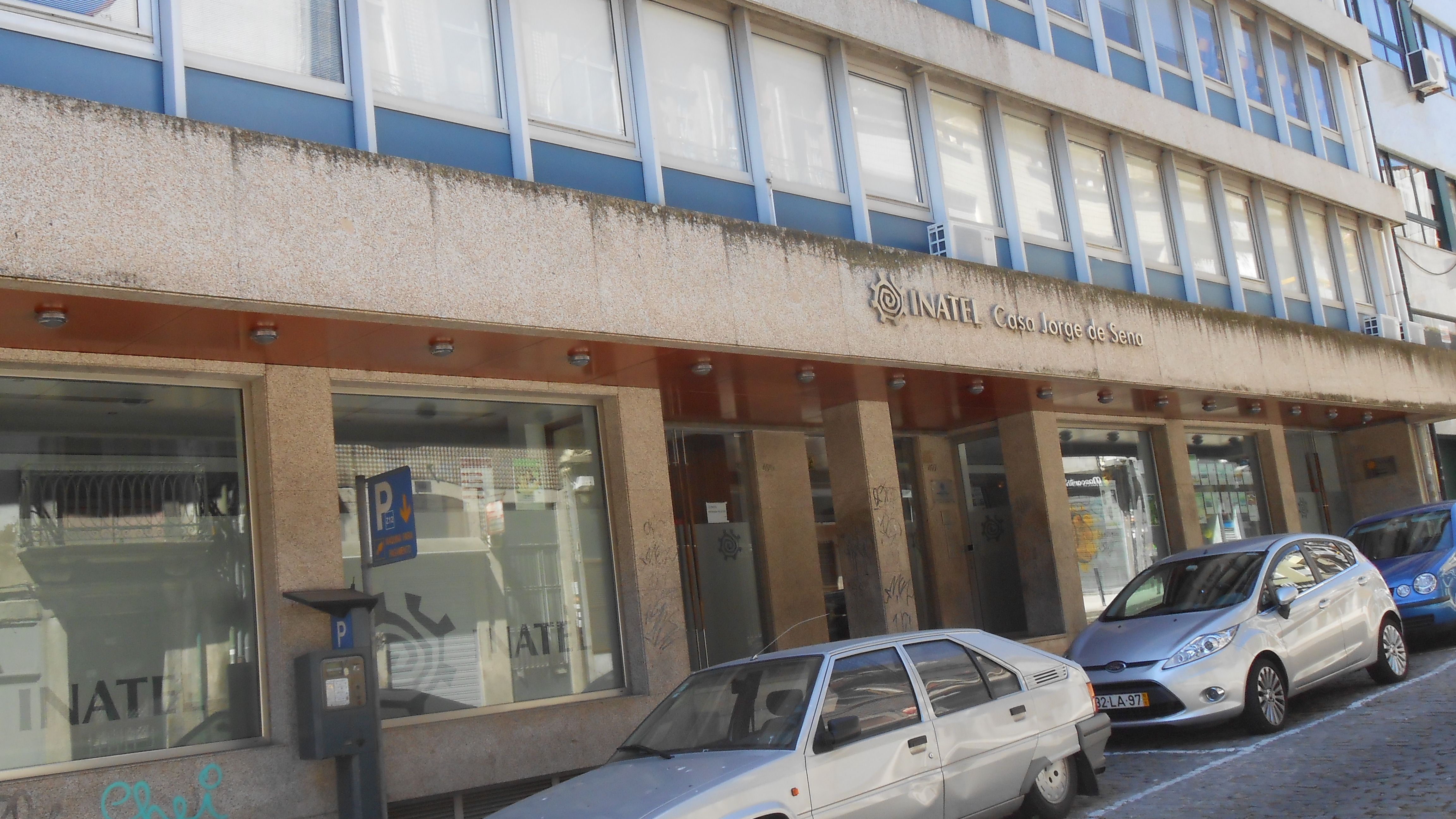
Die INATEL-Niederlassung in Porto, gewidmet dem Schriftsteller Jorge de Sena

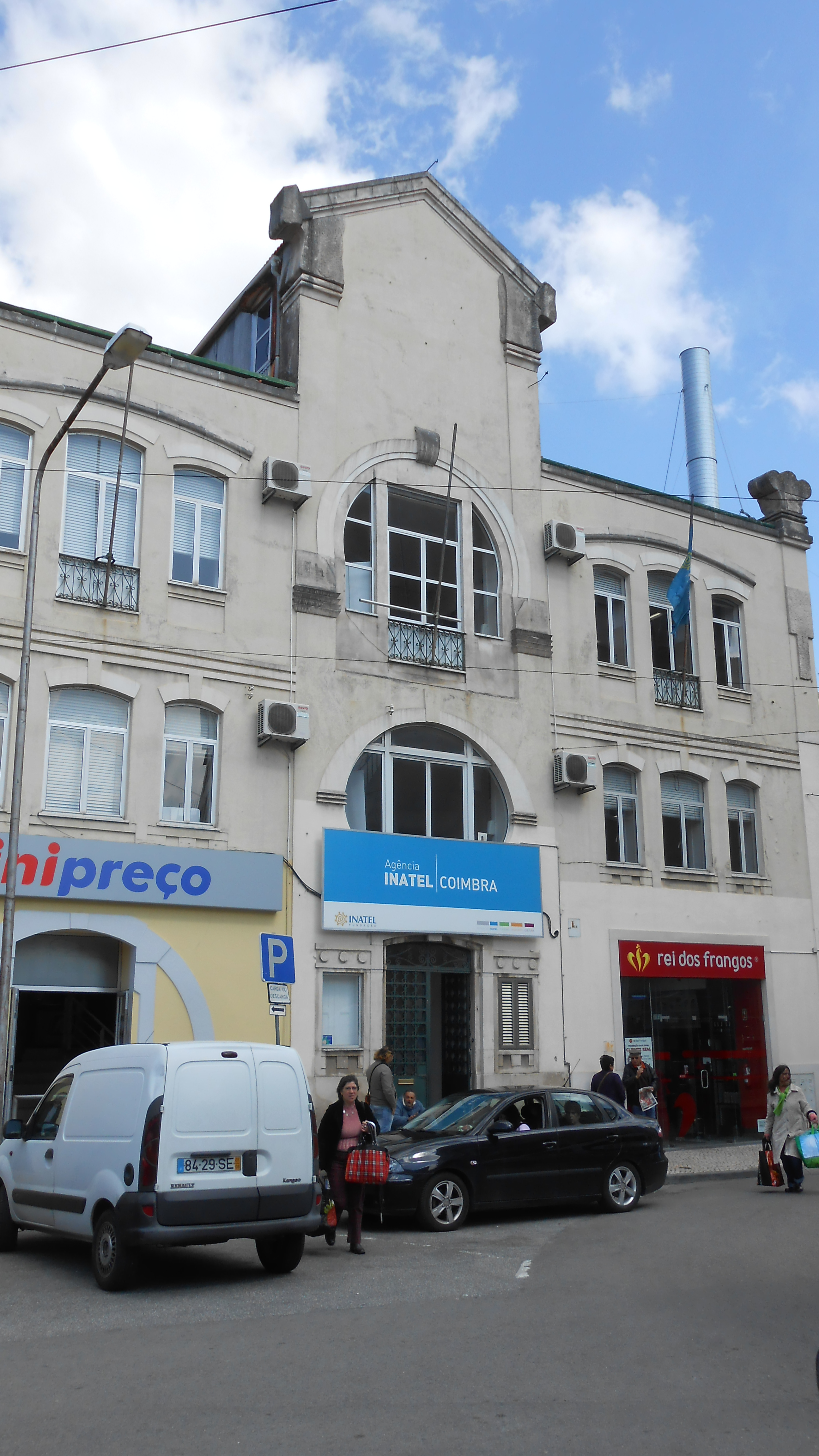
Die INATEL-Niederlassung in Coimbra

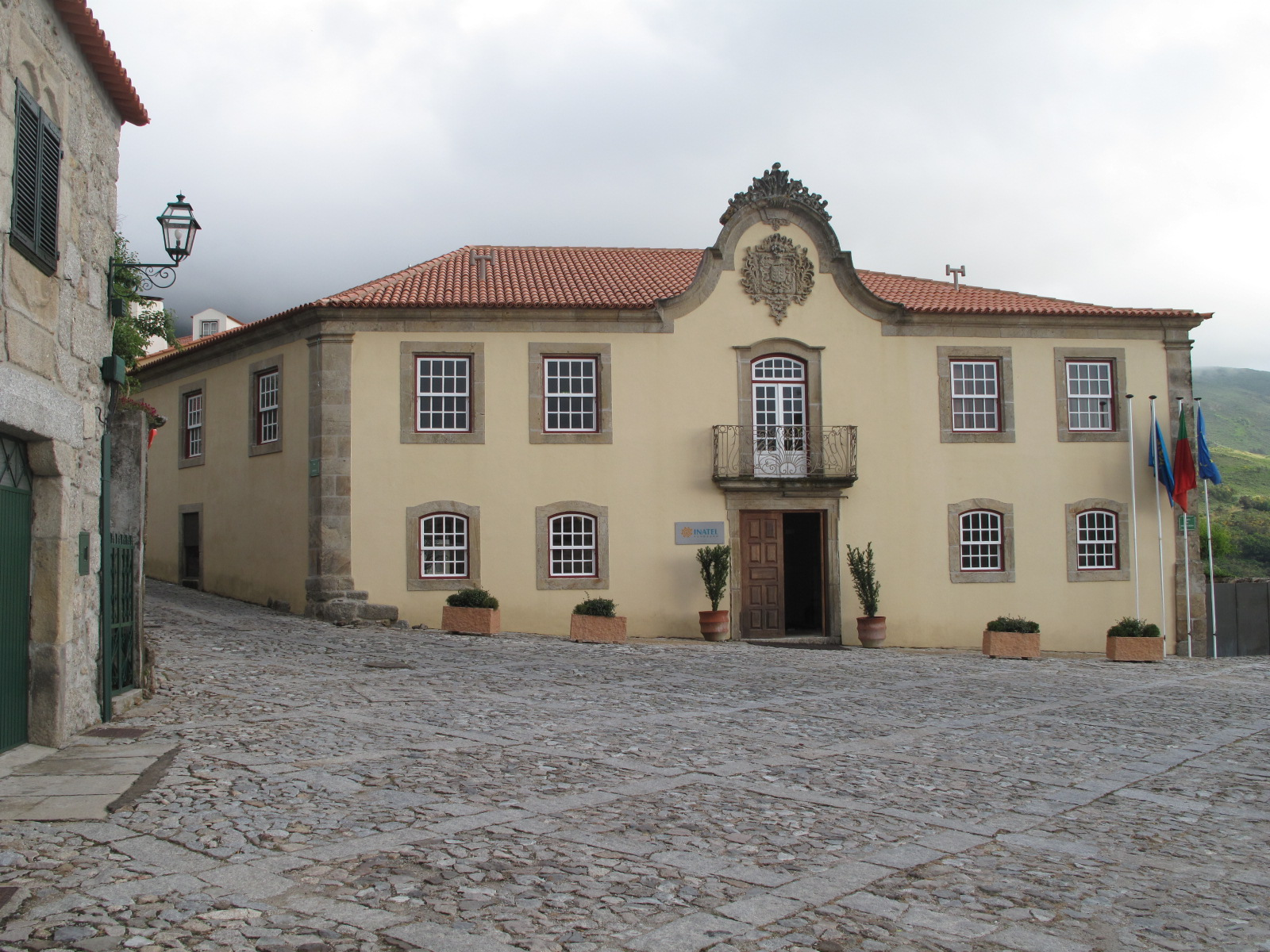
Die INATEL-Einrichtung in Linhares, einem der Aldeias Históricas de Portugal-Dörfer

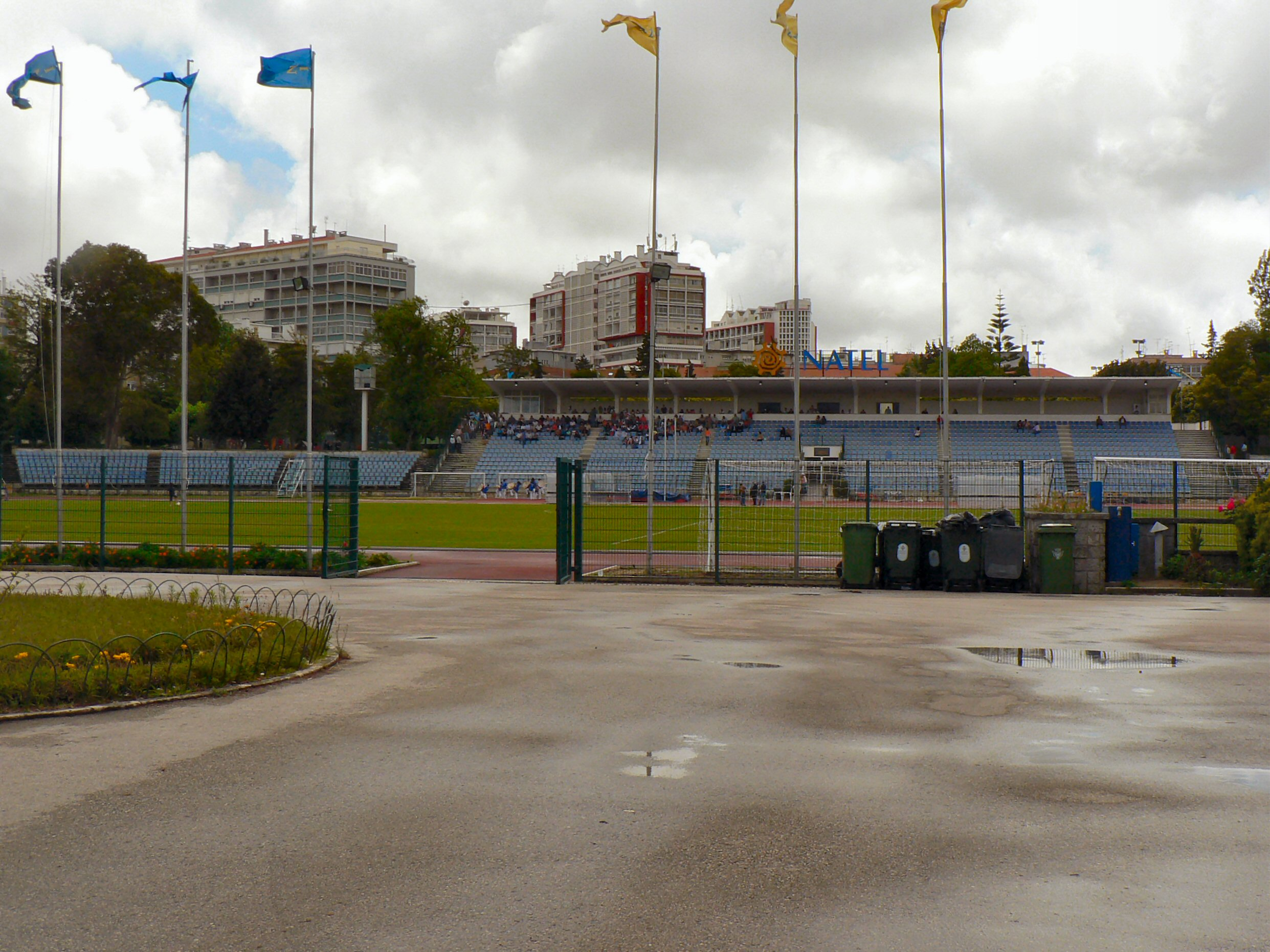
Das Stadion der INATEL in Lissabon

## Struktur
Die INATEL (Instituto Nacional de Aproveitamento dos Tempos Livres – Nationales Institut zur Freizeitgestaltung) unterstand bis 2008 dem portugiesischen Ministerium für Arbeit und Sozialer Solidarität, wobei zuletzt an eine Privatisierung gedacht wurde. Seit 2008 ist sie eine finanziell autonome, gemeinnützige Stiftung privaten Kapitals, die weiterhin der Kontrolle des Ministeriums untersteht.
Sie hat 250.000 Einzelmitglieder und 3500 Kollektivmitglieder (in Deutschland die Deutsch-Portugiesische Gesellschaft).

## Geschichte
Unter dem Regime von Diktator António de Oliveira Salazar wurde 1935 die FNAT (Fundaçao Nacional para Alegria no Trabalho – Nationale Stiftung für Freude an der Arbeit) gegründet. Salazar stützte sich dabei auf die Empfehlung der ILO (Internationale Arbeitsorganisation) von 1924, aber wohl auch auf die propagandistischen Erfolge ähnlicher Einrichtungen im faschistischen Italien (Opera Nazionale Dopolavoro, 1925) und in Nazi-Deutschland (Kraft durch Freude, 1933).
Nach der Nelkenrevolution 1974 und dem Ende der Diktatur des Estado Novo wurde das Institut demokratisiert und in INATEL umbenannt.
2008 wurde der Umbau der INATEL zu einer gleichzeitig privatwirtschaftlichen und gemeinnützigen, nicht gewinnorientierten Stiftung begonnen und 2009 abgeschlossen.

## Aktivität
Die INATEL ist, neben vielfältigen kulturellen und sozialen Dienstleistungen, in erster Linie aktiv in der Ausrichtung sozialer Freizeiten und Tourismus, sowohl für Jüngere als auch für Senioren und Familien. Wellness, Kultur und Sport sind Hauptschwerpunkte.
Die Inatel unterhält verschiedenste Einrichtungen auf dem Festland und drei auf den Archipelen Madeira und Azoren mit insgesamt 4200 Betten.
- 17 Hotels und Ferienzentren
- 3 Campingplätze
- 1 Landhaus für ländlichen Tourismus (Turismo rural)
- 2 Thermalbäder

Außerdem unterhält sie
- 1 Theater (das Teatro da Trindade in Lissabon)
- 2 Sportparks ("Parque de Jogos 1° de Maio" in Lissabon und "Parque de Ramalde" in Porto)
- Einrichtungen für Volkskultur und Amateursport

Sie gibt neben vielfältigen Publikationen aller Bereiche der Kultur (Bildbände, Theaterstücke, Biografien, Kataloge, Gedichtssammlungen, Musik, Prosa etc.) auch monatlich die Mitgliederzeitschrift Tempo Livre heraus.
Die INATEL gehört der Internationalen Organisation für Sozialen Tourismus (ISTO) und der Weltorganisation für Tourismus an.